# Heinz Stettler
Heinz Stettler (Regensdorf, 1º marzo 1953 – 24 maggio 2006) è stato un bobbista svizzero.

## Biografia
Ai XIV Giochi olimpici invernali (edizione disputatasi nel 1984 a Sarajevo, Jugoslavia) vinse la medaglia di bronzo nel Bob a quattro con i connazionali Rico Freiermuth, Urs Salzmann e Silvio Giobellina, partecipando per la nazionale svizzera, venendo superati dalle due tedesche.
Il tempo totalizzato fu di 3:26,16 con un distacco minimo rispetto alle altre classificate 3:25,56 e 3:26,04 i loro tempi.
Inoltre ai campionati mondiali vinse due medaglie:
- nel 1982, oro nel bob a quattro con Silvio Giobellina, Urs Salzmann e Rico Freiermuth
- nel 1985, bronzo nel bob a quattro con Silvio Giobellina, Urs Salzmann e Rico Freiermuth[3]